# Mesospinidium warscewiczii
Mesospinidium warscewiczii är en orkidéart som beskrevs av Heinrich Gustav Reichenbach. Mesospinidium warscewiczii ingår i släktet Mesospinidium och familjen orkidéer. Inga underarter finns listade i Catalogue of Life.